# ایلزنبرگ
شهر ایلزنبرگدر ایالت زاکسن-آنهالت در کشور آلمان واقع شده‌است.